# Dance to Boi Bumba
Festa do Boi Bumba é um álbum de estúdio do grupo Carrapicho re-lançado em 1997 pela Ariola. Este, contém as mesmas canções do disco anterior, com o acréscimo do single "Tic Tic Tac" com participação do grupo musical Chili.

## Faixas
1. "Tic Tic Tac"         Lima         3:35
2. "Festa Do Boi Bumba" Correa, Veiga 3:10
3. "Festa de Um Povo" Mendes         3:45
4. "Tic Tic Tac" Lima         3:35
5. "Mundurucania" Barbosa 4:30
6. "Ara Ketu Bom Demais" Araketu 3:15
7. "Kananciue"         Barbosa 5:01
8. "Templo de Monnan" Barbosa 4:35
9. "Iama"         Barbosa 4:04
10. "Bailarina"         DaSilva 2:54
11. "Vulcao de Amor" Junnyor 3:15
12. "E O Sol Adormece" Veiga         2:17